# Proxhyle vadoni
Proxhyle vadoni är en fjärilsart som beskrevs av De Toulgoët 1953. Proxhyle vadoni ingår i släktet Proxhyle och familjen björnspinnare. Inga underarter finns listade i Catalogue of Life.